# Рагга-джангл
Ра́гга-джангл (англ. ragga jungle) — джангл с более выраженным влиянием ямайской музыкальной культуры, направление музыки, возникшее в 1989—1990 годах. Некоторые считают[кто?], что существенного различия между терминами «драм-н-бейс» и «джангл» нет. Некоторые называют[кто?] джанглом старые записи первой половины 1990-х годов, а драм-н-бейсом считают существенно эволюционировавший джангл с новыми пост-текстепными элементами. Другие[кто?] для краткости используют термин джангл для обозначения рагга-джангла — характерного поджанра джангл музыки. В США используют объединённый термин «Jungle Drum and Bass» (JDB), который не получил распространения за пределами этой страны. Возможно, самая популярная точка зрения заключается в том, что джангл — это драм-н-бейс, а драм-н-бейс — это джангл. Изначально в большей степени основывается на производстве Майкл Уэст (Rebel MC, Конго Натти Label), Faxit aka PA-Rhyme. Пионеры жанра также Лини Де Лед и Ragga Twins

## История
Ragga-jungle появился в Лондоне, столице страны, которая до сих пор остаётся прародительницей новых музыкальных течений. Навеяна она «чёрной» музыкой , Dub Reggae, Reggae, Raggae Dancehall, Garage и Soul. Jungle начал развиваться в 1991 году, когда такие rave-группы как The Prodigy, использовали breakbeat`ы из Hip-Hop записей прокрученных на Techno скорости (145—150 ударов в минуту). С этого времени, эта музыка стала известна как — Hardcore. Повторяющиеся Hardcore`овые breakbeat`ы и грохочущие бас-линии вытягивали всё больше и больше «чёрной» молодёжи на rave-сцену, которая в свою очередь принесла много элементов из Dub Reggae и Soul`а. Таким образом, Hardcore стал эволюционировать в Jungle. Вскоре Jungle приобрёл очень большую популярность не только в Великобритании, но и во всём мире. Ранний джангл был ответвлением рейва (точнее — хардкора — одного из «жёстких» направлений рейва), сосредоточенного на брейкбите. Как было упомянуто выше, в нём были соединены дабовый бас с быстрым хип-хоповым брейкбитом — это произошло в поздних 80-х, когда культура рейва и экстази достигла успеха в Великобритании. Когда развился более басовый, тяжёлый и быстрый саунд, джангл стал обнаруживать свои собственные отличительные черты. В результате последовательного совершенствования продюсерами-первопроходцами, звук стал более урбанистичным, всё ещё включая в себя напевы из регги, дабовый бас, но также и всё более сложные, быстрые, стремительные ударные.
К 1995 году появилось встречное движение, названное «intelligent» (рус. интеллиджент), реализованное диджеем LTJ Bukem и его лейблом Good Looking. Некоторые считают, что переход к «разумному» джанглу был осознанным и согласованным ходом основных диджеев и продюсеров против культуры, которая наполнялась жестокими элементами «гангста». Интеллиджент сохранял стремительный брейкбит, но фокусировался на более атмосферном звуке и глубоком басе, в противоположность жёсткому вокалу и семплам.

## Исполнители

### Зарубежные
- Rebel MC
- The Freestylers
- Лини Де Лед
- Ragga Twins
- Brains
- M-Beat
- Mas Y Menos
- Remarc
- T.Kay Numa Crew
- Krinjah[1]